# Testudobracon niger
Testudobracon niger är en stekelart som beskrevs av Donald L.J. Quicke 1986. Testudobracon niger ingår i släktet Testudobracon och familjen bracksteklar. Inga underarter finns listade i Catalogue of Life.